# Isochariesthes transversevitticollis
Isochariesthes transversevitticollis es una especie de escarabajo longicornio del género Isochariesthes, tribu Tragocephalini, subfamilia Lamiinae. Fue descrita científicamente por Breuning en 1955.
Se distribuye por República Sudafricana. Mide aproximadamente 11,5 milímetros de longitud.